# Alter Ego (album Lisy)
Alter Ego – debiutancki solowy album studyjny tajskiej raperki i piosenkarki Lisy, który został wydany 28 lutego 2025 roku przez Lloud i RCA Records. Album będzie pierwszym solowym wydawnictwem artystki od czasu odejścia z YG Entertainment i Interscope Records w 2023 roku. Album zawiera piętnaście utworów i gościnnie występują na nim Rosalii, Doja Cat, Raye, Future, Tyla i Megan Thee Stallion.  Album był promowany pięcioma singlami: „Rockstar”, „New Woman”, „Moonlit Floor (Kiss Me)”, „Born Again” i „Fxck Up the World”.

## Tło albumu
W grudniu 2023 roku Lisa ogłosiła odejście z YG Entertainment na rzecz solowej kariery, pozostając jednocześnie w YG, aby kontynuować działalność jako członkini Blackpink. W lutym 2024 roku założyła własną firmę menadżerską o nazwie Lloud, a dwa miesiące później podpisała kontrakt z RCA Records, aby wydawać solową muzykę we współpracy z Lloud. W maju 2024 roku Legend Music Studio w Phuket w Tajlandii opublikowało na Facebooku zdjęcie Lisy i poinformowało, że RCA Records przyleciało z zespołem, w skład którego wchodził „jeden z najlepszych producentów wokalnych na świecie”, aby nagrać kilka utworów z piosenkarką w studiu. Lisa po raz pierwszy zapowiedziała tytuł swojego nadchodzącego albumu w teledysku do singla „New Woman”, w którym pokazano wiele kobiet czytających magazyn o nazwie Alter Ego. W wywiadzie dla magazynu Billboard w listopadzie powiedziała, że ciężko pracuje nad albumem, „próbując rozgryźć listę utworów i wszystko inne, co mogę tam zmienić” i zagrała reporterowi kilka niedokończonych piosenek.

## Koncepcja i tytuł
Lisa eksploruje pięć różnych wewnętrznych osobowości na Alter Ego, z których każda ma swoje własne imiona i cechy charakteru. Pięć „alter ego”, nazwanych Roxi, Kiki, Vixi, Sunni i Speedi, odpowiada różnym utworom na albumie i występuje na wersjach fizycznych z własną okładką. Według Lisy, koncepcja zrodziła się, gdy „próbowała tak wielu różnych stylów muzycznych podczas nagrywania”. Chcąc połączyć różne gatunki w jeden album, pomyślała: „Och, cóż, nigdy wcześniej nie robiłam czegoś takiego, ale brzmi świetnie. Dlaczego po prostu nie umieścić wszystkich różnych stylów w albumie i nazwać go Alter Ego?”. Kampania promocyjna albumu wykorzystuje pięcioramienną gwiazdę jako powtarzający się emblemat reprezentujący pięć alter ego, podczas gdy w zwiastunie wideo raper pojawia się w pięciu miejscach, po jednym dla każdej persony: czarna struktura skalna, wybieg w przestrzeni kosmicznej, zaczarowany ogród, zielony tor motocyklowy z wiązką laserową i wulkaniczny czerwony pas startowy.
Pierwsze alter ego Roxi jest inspirowane piosenką „Rockstar” i jest przedstawione na okładce trzymając gitarę w zaczarowanym ogrodzie, z towarzyszącym opisem opisującym ją jako gwiazdę rocka, która żyje, aby „bawić i zawsze dominować na scenie”. Drugie alter ego Sunni, pochodzące z „Moonlit Floor (Kiss Me)”, jest wolnym duchem mówiącym po francusku z brązowymi kręconymi włosami, który ma „je ne sais quoi na słoneczne dni i morskie noce”. Trzecie alter ego Kiki, oparte na „New Woman”, jest miłośniczką Internetu z zadziorną estetyką Y2K, którą można znaleźć „palącą płyty CD lub znajdującą coś nowego, czym można się obsesyjnie zajmować” i jest wystylizowana z różowymi włosami i różową garderobą. Czwarte alter ego Speedi, odpowiadające „Lifestyle”, to kierowca samochodu sportowego o jaskrawo pomarańczowych włosach, który jest „stworzony do emocji, gotowy na zwycięstwo” i „właśnie zainstalował zestaw NOS” w swoim samochodzie. Piąte alter ego Vixi towarzyszy piosence „Fxck Up the World” i jest „tym, którego uwielbiają nazywać 'Złoczyńcą'”. Oficjalny komiks powiązany z albumem Alter-Ego: The Official Comic przedstawia pięć alter ego jako przyjaciół w cyberpunkowym mieście, którzy współpracują, aby uratować Vixi przed uwięzieniem w wirtualnej rzeczywistości.

## Promocja i wydanie
11 listopada, podczas trasy Lisa Fan Meetup in Asia 2024, opublikowano fragment kinowego zwiastuna nadchodzącego projektu, w którym Lisa gra na gitarze w odludnym cyberpunkowym krajobrazie i przywołuje neonowe fioletowe światło z nieba. Podpis zwiastuna ujawnił jedną literę tytułu projektu, a na stronie internetowej Lisy pojawiło się również odliczanie, które ma się zakończyć tydzień później, 19 listopada. Dalsze fragmenty zwiastuna zostały opublikowane podczas trasy wraz z kolejną literą nazwy projektu. Po ostatnim koncercie w Hongkongu 19 listopada Lisa opublikowała pełny trzyminutowy zwiastun i oficjalnie ogłosiła, że jej pierwszy album studyjny Alter Ego zostanie wydany 28 lutego 2025 roku. Lisa ujawniła również okładkę albumu, na której znajduje się zbliżenie zdjęcia Lisy w czarnym kapturze, podnoszącej dłoń do twarzy i pokazującej spiczaste czarne paznokcie. 6 stycznia 2025 roku Lisa opublikowała krótki klip wideo z wymiany tekstowej, w którym napisała „Roxi weszła na czat”, odnosząc się do jednego z alter ego przedstawionych na albumie. Film zakończył się wskazaniem wyraźnej lokalizacji odpowiadającej postaci, podczas gdy ona ujawniła opis i okładkę albumu dla postaci na swojej stronie internetowej; powtórzyła ten sam proces, aby ujawnić pozostałe alter ego Sunni, Kiki, Speedi i Vixi. 18 lutego Lisa ogłosiła uruchomienie swojej firmy komiksowej Lalisa Comics we współpracy z Zero Zero Entertainment. Pierwszym wydaniem firmy jest limitowana edycja 56-stronicowej powieści graficznej zatytułowanej „Alter-Ego: The Official Comic”, towarzyszącej albumowi autorstwa Lisy i zilustrowanej przez Minomiyabi, która ma zostać wydana 24 marca. Zainspirowana koncepcją albumu, fabuła powieści graficznej przedstawia pięć alter ego jako przyjaciół w cyberpunkowym mieście, którzy współpracują, aby uratować Vixi przed uwięzieniem w wirtualnej rzeczywistości. 21 lutego Lisa opublikowała film ujawniający listę utworów z albumu, na którym zasiada ze swoimi różnymi alter ego, nucąc fragment piosenki „Fxck Up the World”.
Data premiery albumu 28 lutego zbiegła się z datami emisji trzeciego sezonu serialu HBO „Biały Lotos”, w którym Lisa zadebiutowała jako aktorka. W rezultacie Lisa intensywnie promowała swój album i rolę w serialu, udzielając wywiadów w internetowych programach rozrywkowych, takich jak Hot Ones, a także w magazynach, takich jak Vanity Fair, Elle i Billboard, z których ostatni umieścił ją na dziesięciu różnych okładkach na całym świecie jako pierwszą globalną gwiazdę okładki tego magazynu.

### Single
Cztery single wspierały Alter Ego. Główny singiel, „Rockstar”, został wydany 27 czerwca 2024 r. Piosenka zadebiutowała na czwartym miejscu na liście Billboard Global 200 i na pierwszym miejscu na Global Excl. US, zdobywając jej trzeci hit w pierwszej dziesiątce na pierwszej i jej pierwszy hit na drugim. Debiutowała jako jej najwyżej notowana pozycja na liście US Billboard Hot 100 na pozycji 70. Drugi singiel z albumu, „New Woman” z udziałem hiszpańskiej piosenkarki Rosalii, został wydany 15 sierpnia. Debiutował na 15. miejscu na liście Billboard Global 200 i na szóstym miejscu na Global Excl. US, stając się czwartym hitem Lisy w pierwszej dziesiątce na tej drugiej. Debiutował również na pozycji 97 na liście US Billboard Hot 100. Trzeci singiel „Moonlit Floor (Kiss Me)” został wydany 3 października. Utwór osiągnął 24. miejsce na liście Billboard Global 200 i 14. miejsce na liście Global Excl. US. Czwarty singiel „Born Again” z udziałem Doja Cat i Raye został wydany 6 lutego 2025 roku. Utwór zadebiutował na 22. miejscu na liście Billboard Global 200, na 12. miejscu na liście Global Excl. US i na 68. miejscu na liście Billboard Hot 100. Utwór „Fxck Up the World” został wydany jako piąty singiel wraz z premierą albumu 28 lutego 2025.

### Występy na żywo
11 września 2024 r. Lisa zadebiutowała z utworami „New Woman” i „Rockstar” na gali MTV Video Music Awards 2024 w Elmont w stanie Nowy Jork. Przed premierą jako gwiazda festiwalu Global Citizen Festival w Nowym Jorku 28 września zaprezentowała oba utwory oraz „Moonlit Floor (Kiss Me)”. 15 października wykonała utwory „Rockstar” i „Moonlit Floor (Kiss Me)” na pokazie mody Victoria's Secret Fashion Show 2024. Zaprezentowała również trzy single na trasie koncertowej Lisa Fan Meetup in Asia 2024, która obejmowała pięć koncertów w dniach od 11 do 19 listopada. W Sylwestra Lisa wykonała „Rockstar”, „New Woman” i remiks „Moonlit Floor (Kiss Me)” w wykonaniu „Santa Baby” jako gwiazda wieczoru Amazing Thailand Countdown 2025 w Bangkoku.

## Krytyczne przyjęcie
Maura Johnston, pisząc dla Rolling Stone, chwaliła Alter Ego za pokazanie „mocnego, ale ujmującego śpiewu” Lisy i jej wszechstronności jako artystki, co podkreśla wieloosobowa koncepcja płyty, ale skomentowała, że „wydaje się trochę poskładana”. Elise Ryan z Associated Press podobnie chwaliła album za „kameleonowe przyjmowanie stylów” i „ciekawe produkcje pop”, ale skrytykowała go za to, że jest zbyt „bogaty w funkcje”, co odciąga uwagę od jasnego przedstawienia Lisy słuchaczom.

## Lista utworów
| Lista utworów albumu Alter Ego w wydaniu standardowym | Lista utworów albumu Alter Ego w wydaniu standardowym | Lista utworów albumu Alter Ego w wydaniu standardowym               | Lista utworów albumu Alter Ego w wydaniu standardowym | Lista utworów albumu Alter Ego w wydaniu standardowym |
| Nr                                                    | Tytuł utworu                                          | Tekst                                                               | Produkcja                                             | Długość                                               |
| ----------------------------------------------------- | ----------------------------------------------------- | ------------------------------------------------------------------- | ----------------------------------------------------- | ----------------------------------------------------- |
| 1.                                                    | „Rockstar”                                            | Manobal · Tedder · Homaee · Amaradio · Healey · Essien              | Tedder · Homaee                                       | 2:18                                                  |
| 2.                                                    | „Elastigirl”                                          | Manobal · Holzman · Campbell · Rollo · Blake                        | Holzman                                               | 2:57                                                  |
| 3.                                                    | „Thunder”                                             | Manobal · Salmazadeh · Tadross · A. Keen                            | Lisa · Ilya · Rob Knox                                | 2:48                                                  |
| 4.                                                    | „New Woman” (gośc. Rosalía)                           | Manobal · Tobella · Lo · Burman · Martin · Salmanzadeh              | Ilya · Martin                                         | 2:59                                                  |
| 5.                                                    | „Fxck Up the World” (Vixi solo version)               | Manobal · Lee · Mule · De Boni · Canady · Miller · Charles          | FnZ · ALT Jacob · Hendrix Smoke                       | 2:55                                                  |
| 6.                                                    | „Rapunzel” (Kiki solo version)                        | Manobal · Tedder · Homaee · Hein · Gibert                           | Tedder · Homaee                                       | 2:19                                                  |
| 7.                                                    | „Moonlit Floor (Kiss Me)”                             | Reyez · Williamson · Slocum                                         | Rykeyz                                                | 2:35                                                  |
| 8.                                                    | „When I’m with You” (gośc. Tyla)                      | Manobal · Seethal · Awuku · Isong · Irosogie · Lewis · Lindsay-Keay | PenSmith · Mocaha · Soso · Believve                   | 2:52                                                  |
| 9.                                                    | „Badgrrrl”                                            | Manobal · Williams · Cubina · Chen · Mueller · Hood                 | Ojivolta · Ninetyniiine · DJH                         | 2:12                                                  |
| 10.                                                   | „Lifestyle”                                           | Manobal · Tedder · Homaee · Boutin · A. Keen · Essein               | Tedder · Boutin · A. Keen · Essein                    | 2:41                                                  |
| 11.                                                   | „Chill”                                               | Manobal · Eriksen · Hermansen · Awuku · Tamposi                     | Stargate                                              | 2:39                                                  |
| 12.                                                   | „Dream”                                               | Manobal · Yasuda · her0ism · Ferraro · Tamposi                      | Yasuda · her0ism                                      | 3:43                                                  |
|                                                       |                                                       |                                                                     |                                                       | 32:58                                                 |

| Lista utworów albumu Alter Ego w cyfrowej edycji bonusowej | Lista utworów albumu Alter Ego w cyfrowej edycji bonusowej | Lista utworów albumu Alter Ego w cyfrowej edycji bonusowej                                                               | Lista utworów albumu Alter Ego w cyfrowej edycji bonusowej | Lista utworów albumu Alter Ego w cyfrowej edycji bonusowej |
| Nr                                                         | Tytuł utworu                                               | Tekst | Produkcja                                                  | Długość                                                    |
| ---------------------------------------------------------- | ---------------------------------------------------------- | --- | ---------------------------------------------------------- | ---------------------------------------------------------- |
| 1.                                                         | „Born Again” (gośc. Raye, Doja Cat)                        | Rachel Keen · Amala Zandile Dlamini · Andrew Wells · Anthony Rossomando                                                  | Raye · Wells                                               | 3:51                                                       |
| 2.                                                         | „Rockstar”                                                 | Lalisa Manobal· Ryan Tedder · Sam Homaee · Brittany Amaradio · Lucy Healey · James Essien                                | Tedder · Homaee                                            | 2:18                                                       |
| 3.                                                         | „Elastigirl”                                               | Manobal · Cooper Holzman · Elle Campbell · Rollo · Connor Blake                                                          | Holzman                                                    | 2:57                                                       |
| 4.                                                         | „Thunder”                                                  | Manobal · Ilya Salmazadeh · Robin Tadross · Abby Keen                                                                    | Ilya · Rob Knox                                            | 2:48                                                       |
| 5.                                                         | „New Woman”                                                | Manobal · Rosalía Vila Tobella · Tove Lo · Tove Burman · Max Martin · Salmanzadeh                                        | Ilya · Martin                                              | 2:59                                                       |
| 6.                                                         | „Fxck Up the World” (gośc. Future)                         | Manobal · Nayvadius Wilburn · Jaeyoung Lee · Michael Mule · Isaac De Boni · Jacob Canady · Derrick Miller · Nija Charles | FnZ · ATL Jacob · Hendrix Smoke                            | 3:04                                                       |
| 7.                                                         | „Rapunzel” (gośc. Megan Thee Stallion)                     | Manobal · Megan Pete · Tedder · Homaee · Gregory "Aldae" Hein · Carly Gibert                                             | Tedder · Homaee                                            | 2:45                                                       |
| 8.                                                         | „Moonlit Floor (Kiss Me)”                                  | Jessie Reyez · Ryan Williamson · Matt Slocum                                                                             | Rykeyz                                                     | 2:35                                                       |
| 9.                                                         | „When I’m with You” (gośc. Tyla)                           | Manobal · Tyla Seethal · Samuel Awuku · Richard Isong · Ariowa Irosogie · Imani Lewis · Corey Lindsay-Keay               | Ari PenSmith · Mocaha · Sammy Soso · Believve              | 2:52                                                       |
| 10.                                                        | „Badgrrrl”                                                 | Manobal · Mark Williams · Raul Cubina · Nathan Chen · Philip Mueller · Kobe Hood                                         | Ojivolta · Ninetyniiine · DJH                              | 2:12                                                       |
| 11.                                                        | „Lifestyle”                                                | Manobal · Tedder · Grant Boutin · A. KeenEssein                                                                          | Tedder · Boutin · A. Keen · Essein                         | 2:41                                                       |
| 12.                                                        | „Chill”                                                    | Manobal · Mikkel S. Eriksen · Tor Hermansen · Awuku · Ali Tamposi                                                        | Stargate                                                   | 2:39                                                       |
| 13.                                                        | „Dream”                                                    | Manobal · Shintaro Yasuda · her0ism · Feli Ferraro · Tamposi                                                             | Yasuda · her0ism                                           | 3:43                                                       |
| 14.                                                        | „Fxck Up the World” (Vixi solo version)                    | Manobal · Lee · Mule · De Boni · Canady · Miller · Charles                                                               | FnZ · ALT Jacob · Hendrix Smoke                            | 2:55                                                       |
| 15.                                                        | „Rapunzel” (Kiki solo version)                             | Manobal · Tedder · Homaee · Hein · Gilbert                                                                               | Tedder · Homaee                                            | 2:19                                                       |
|                                                            |                                                            | |                                                            | 42:38                                                      |

## Notowania

### Najwyższa pozycja na tygodniowej liście
| Kraj                  | Lista                   | Pozycja |
| --------------------- | ----------------------- | ------- |
| Polska (ZPAV)         | OLiS – albumy           | 4       |
| Polska (ZPAV)         | OLiS – albumy w steamie | 29      |
| Polska (ZPAV)         | OLiS – albumy fizycznie | 5       |
| Polska (ZPAV)         | OLiS – albumy – winyle  | 5       |
| Wielka Brytania (OCC) | UK Albums               | 20      |
| Stany Zjednoczone     | US Billboard 200        | 7       |

## Historia wydań
| Region            | Data           | Formaty                   | Wytwórnia           | Źr.    |
| ----------------- | -------------- | ------------------------- | ------------------- | ------ |
| Wszędzie          | 28 lutego 2025 | CD · vinyl LP · streaming | Lloud · RCA Records | [ 3 ]  |
| Stany Zjednoczone | 28 lutego 2025 | digital download          | Lloud · RCA Records | [ 56 ] |